# Піньюекар-Гандульяс
Піньюекар-Гандульяс (ісп. Piñuécar-Gandullas) — муніципалітет в Іспанії, у складі автономної спільноти Мадрид. Населення — 176 осіб (2010).
Муніципалітет розташований на відстані близько 70 км на північ від Мадрида.
На території муніципалітету розташовані такі населені пункти: (дані про населення за 2010 рік)
- Гандульяс: 81 особа
- Піньюекар: 95 осіб
- Ланчарес: 0 осіб
- Кіньйонес: 0 осіб

## Демографія
Динаміка населення (INE ):

## Галерея зображень

Розташування муніципалітету у автономній спільноті Мадрид